# D660 (Yonne)
De D660 is een departementale weg in het Franse departement Yonne. De weg loopt van de grens met Loiret via Sens naar de grens met Aube. In Loiret loopt de weg als D2060 verder naar Montargis en Orléans. In Aube loopt de weg verder als D660 naar Troyes.

## Geschiedenis
Tot 2006 was de D660 onderdeel van de N60. In dat jaar werd de weg overgedragen aan het departement Yonne, omdat de weg geen belang meer had voor het doorgaande verkeer. De weg is toen omgenummerd tot D660.
Het deel tussen Sens en Theil-sur-Vanne was tot 1978 ook onderdeel van de N5.